# Agustina Bazterrica
Agustina María Bazterrica (Buenos Aires, Argentina, 1974) es una escritora argentina. Su segunda novela, Cadáver exquisito, ganó el premio Clarín y, en 2020, el Premio "Ladies of Horror Fiction" a la mejor novela, siendo la única obra finalista que no había sido escrita originalmente en lengua inglesa.

## Carrera
Se licenció en Artes por la Universidad de Buenos Aires. Ganó el Primer Premio Municipal "Cuento Inédito 2004/2005" y el Primer Premio en el XXXVIII Concurso Latinoamericano de Cuento "Edmundo Valadés" (Puebla, México, 2009), entre otros. En 2013 publicó la novela Matar a la niña (Textos Intrusos) y en 2016, el libro de cuentos Antes del encuentro feroz (Alción Editora), reeditado en 2020 por Alfaguara con el título Diecinueve garras y un pájaro oscuro'. 
En 2017 ganó el Premio Clarín de Novela por la obra Cadáver exquisito, que publicó Alfaguara ese mismo año. Se tradujo a 26 idiomas. 
En 2023 Alfaguara publicó su novela Las indignas.
Fue gestora y curadora cultural, junto con Pamela Terlizzi Prina, del Ciclo de Arte "Siga al Conejo Blanco".

## Premios
2020
- Ladies of horror fiction award for best novel, USA

2017
- Premio Clarín de Novela

2015
- Primer y único premio del concurso de micro-relatos del Grupo Alejandría, 2015.

2011
- Primer Premio Municipal de la Ciudad de Buenos Aires Cuento Inédito 2004/5 (fallo 2011)
- Premio en el Concurso Internacional Latin Heritage Foundation de Cuento Breve, 2011.

2010
- Mención en el "Certamen Nacional de Novela, Municipalidad Gral San Martín" Argentina, 2010.

2009
- Primer Premio en el Concurso de Cuento en Homenaje a la Casa de las Américas (Cuba y Argentina), Argentina, 2009.
- Primer Premio en el XXXVIII Concurso Latinoamericano de Cuento “Edmundo Valadés”, Puebla, México, 2009.

2008
- Finalista en el Concurso de Cuentos “Victoria Ocampo 2008”, Argentina.
- Finalista en el XV Concurso de cuento y Poesía “Leopoldo Marechal” 2008, Argentina.
- Finalista en el I Concurso Internacional de Cuento Breve, 2008, México.
- Finalista en el Concurso de Cuentos Hucha de Oro 2008, España.
- Segunda Mención en el Concurso de Cuentos Clarín 2008, Argentina.

2007
- Mención en el Concurso Interamericano de Cuentos de la Fundación Avon para la Mujer 2007, Argentina.

2006
- Mención Especial en el Premio Boulevard Literario 2006, Argentina, 2006.
- Segundo Premio en el Noveno Certamen Internacional Contextos 2006 de Relato Breve, Argentina, 2006.
- Mención en el Premio Casa del Teatro de Cuento, Santo Domingo, República Dominicana, 2006.

2005
- Segundo Premio de la Fundación Lebensohn, Concurso de cuentos “El otro, los otros”, 2005.
- Finalista en el XIII Concurso Literario Antología de Cuento y Poesía (2005) Leopoldo Marechal, Municipalidad de Morón, Argentina.
- Mención en el II Concurso Macedonio Fernández de Narrativa y Poesía 2005, Lomas de Zamora, Argentina.
- Finalista en el Octavo Certamen Internacional Contextos 2005 de Relato Breve, Argentina, 2005.
- Primer Premio en el X Concurso de Cuentos de Murchante, Navarra, España, 2005.
- Mención en el Premio Iberoamericano de Cuentos Julio Cortázar, Cuba, 2005.
- Primera Mención Honrosa en el II Concurso de Cuentos “Cuéntanos tu viaje” de Lan.com, Chile, 2005.

2004
- Mención en el XI Concurso Interamericano de Cuentos de la Fundación Avon para la Mujer, Argentina, 2004.
- Primer Premio en el I Concurso Macedonio Fernández de Narrativa y Poesía 2004, Argentina.
- Mención de honor en el Certamen Literario 50.º Aniversario del Club de Leones 2004, Argentina.
- Primer Premio en el Concurso Nacional de Cuento 2004 de la Biblioteca Popular de Olivos, Argentina.
- Finalista en el Concurso Nacional de Cuento Fantástico Ciudad de Arena, Argentina, 2004.

2003
- Mención en el Concurso “Régimen de Fomento a la Producción Literaria Nacional y estímulo a la Industria Literaria, año 2003” del Fondo Nacional de las Artes, Argentina.
- Mención en el X Concurso Interamericano de Cuentos de la Fundación Avon para la Mujer, Argentina, 2003.

2000
- Finalista en el Concurso Nacional de Cuentos SADE, Argentina, 2000.

1998
- Cuentos y Poesías seleccionados en el Concurso “Buenos Aires no duerme”, Argentina, 1998.
- Tercer Premio en el Certamen Literario “Lujan Centro Provincial de las letras”, Argentina, 1998.
- Mención en el Concurso Nacional de Cuentos “Avon para la mujer en las letras”, Argentina, 1998.
- Finalista en el Primer Concurso de Cuento y Poesía de Jóvenes Escritores Argentinos, Programa Nacional de Jóvenes. Obras seleccionadas por la Subsecretaría de la Juventud, Argentina, 1998.

## Obra

### Novela
- 2013: Matar a la niña (Textos intrusos)

- 2017: Cadáver exquisito" (Editorial Clarín Alfaguara)[8]

- 2023: Las indignas (Alfaguara)[9]

### Cuento
- 2016: Antes del encuentro feroz (Alción editora); reeditado en 2020 con el título Diecinueve garras y un pájaro oscuro (Alfaguara).[7]

### Ensayo
- 2023: Fragmentos del viaje. Liliana Porter (Colección AMALITA. Colección de Arte Amalia Lacroze de Fortabat)